# Teodor Ludyga
Teodor Jan Ludyga (ur. 26 marca 1897 w Brzozowicach-Kamieniu, zm. 14 marca 1957 w Chorzowie) – powstaniec śląski, oficer wywiadu wojskowego Oddziału II Sztabu Generalnego Wojska Polskiego.

## Życiorys
Pochodził z rodziny górniczej. Był kuzynem Jana Ludygi-Laskowskiego.
W 1916 założył pierwsze drużyny skautowe na Śląsku w Piekarach Śląskich i Szarleju ale wkrótce został powołany do armii niemieckiej i trafił na front do Francji, a następnie do Rumunii.
W 1919 zgłosił się do wojsk powstańczych w Wielkopolsce, gdzie służył w 10 Pułku Strzelców Wielkopolskich w stopniu podporucznika. W 1920 został odkomenderowany na Górny Śląsk, do sztabu Polskiej Organizacji Wojskowej Górnego Śląska. W drugim powstaniu śląskim był szefem VI oddziału łączności. W czasie trzeciego powstania śląskiego zajmował się sprawami personalnym w dowództwie Grupy Wschód w stopniu porucznika. W czerwcu 1921 był sygnatariuszem memoriału grupy oficerów do Wojciecha Korfantego, w którym żądali oni obsadzenia stanowiska Naczelnego Wodza przez górnoślązaka i wprowadzenia przymusowego poboru. W 1923 został zwolniony do rezerwy.
W latach międzywojennych prowadził w Katowicach drukarnię i skład papieru PAP. Według niektórych źródeł nawiązał wtedy współpracę z Ekspozyturą nr 4, Oddziału II Sztabu Generalnego w Krakowie i Katowicach, którą kierował wówczas kpt. Jan Żychoń.  Z Żychoniem Teodor Ludyga przyjaźnił się od czasów powstań śląskich. W 1939 Ludyga został powołany na ćwiczenia oficerów rezerwy, w czasie których odbył przeszkolenie w Ekspozyturze nr 3, II Oddziału w Bydgoszczy. Tuż przed wybuchem drugiej wojny został awansowany do stopnia kapitana i zmobilizowany jako kierownik kancelarii w tejże Ekspozyturze.
We wrześniu 1939 ewakuował się przez Rumunię do Francji. Tam przydzielono go do wojsk łączności, w których służył także po dalszej ewakuacji do Wielkiej Brytanii. Od  końca 1942 został odkomenderowany do Sztabu Naczelnego Wodza, gdzie jego przełożonym był najpierw major Żychoń, a następnie pułkownik Witold Langenfeld. W Centrali Oddziału II Sztabu Naczelnego Wodza, Teodor Ludyga był kierownikiem Referatu Personalnego, Wydziału Ogólnego oraz pracownikiem Sekcji Łącznikowej A.
W czasie wojny, w kraju pozostawała jego druga żona, Maria z Krupów i trójka dzieci, z których córka Krystyna zmarła, a syn Kazimierz ps. Leonidas (żołnierz oddziału AK Błyskawica) zginął pod Pieczonogami. W 1946 Teodor Ludyga dobrowolnie powrócił do Polski i został początkowo kierownikiem Składu Żelaza w Chorzowie, później w ramach rekompensaty za utracone mienie, otrzymał gospodarstwo rolne w Kłodnicy. Po powrocie wstąpił do Polskiej Partii Robotniczej i wygłaszał w radiu audycje propagandowe oraz pisał artykuły w Trybunie Robotniczej, skierowane do Polaków pozostających poza granicami kraju. Doprowadziło to do próby zamachu na jego życie. Z niejasnych przyczyn został usunięty z PPR w 1947.
W 1948 został aresztowany pod zarzutem przyjmowania łapówek, finalnie jednak został zwolniony za kaucją. Od 1949 zaczął ukrywać się planując wspólnie z żoną ucieczkę z Polski. UB udało się, poprzez informatorów umieszczonych w otoczeniu jego żony, natrafić na jego ślad i doprowadzić do aresztowania w październiku tego samego roku, pod zarzutem współpracy z wywiadem angielskim.  Według materiałów zebranych w śledztwie, Ludyga nawiązał kontakt z łącznikiem z ambasady angielskiej już w 1946. Śledztwo toczyło się także w sprawie przyjmowania przez niego łapówek w czasie pracy w Składzie Żelaza.  Ostatecznie śledczym nie udało się udowodnić Teodorowi Ludydze zarzutów szpiegostwa i śledztwo umorzono w lutym 1951, natomiast skazano go w tym samym roku na dwa lata więzienia za nadużycia urzędnicze. Aresztowano także jego żonę, Marię pod zarzutem nielegalnego obrotu walutą i w 1950 skazano w na rok więzienia.
Ponowne aresztowanie Ludygi nastąpiło w 1952 roku pod zarzutem współpracy z II Oddziałem oraz działań „na szkodę ruchu robotniczego”. Wobec braku dowodów śledztwo umorzono w październiku 1953.
Po wyjściu z więzienia Teodor Ludyga prowadził introligatornię w Chorzowie i pomagał żonie w prowadzeniu sklepu Ars Christiana w Bielsku-Białej.
Zmarł w Chorzowie w 1957 i pochowany został na Cmentarzu Północnym w Warszawie.

## Ordery i odznaczenia
- Krzyż Niepodległości
- Złoty Krzyż Zasługi